# Filicium thouarsianum
Filicium thouarsianum là một loài thực vật có hoa trong họ Bồ hòn. Loài này được (DC.) Capuron mô tả khoa học đầu tiên năm 1969.